# Vred
 Vred  es una población y comuna francesa, en la región de Norte-Paso de Calais, departamento de Norte, en el distrito de Douai y cantón de Marchiennes.

## Demografía
| 1373 | 1420 | 1378 | 1388 | 1414 | 1443 |
| Para los censos de 1962 a 1999 la población legal corresponde a la población sin duplicidades (Fuente: INSEE [Consultar]) |      |      |      |      |      |